# 1343
Portal Geschichte | Portal Biografien | Aktuelle Ereignisse | Jahreskalender | Tagesartikel

◄ |
13. Jahrhundert |
14. Jahrhundert
| 15. Jahrhundert | ►

◄ |
1310er |
1320er |
1330er |
1340er
| 1350er | 1360er | 1370er | ►

◄◄ |
◄ |
1339 |
1340 |
1341 |
1342 |
1343
| 1344 | 1345 | 1346 | 1347 | ► | ►►
Staatsoberhäupter  · Nekrolog
| Januar | Januar | Januar | Januar | Januar | Januar | Januar | Januar |
| Kw     | Mo     | Di     | Mi     | Do     | Fr     | Sa     | So     |
| 1      |        |        | 1      | 2      | 3      | 4      | 5      |
| 2      | 6      | 7      | 8      | 9      | 10     | 11     | 12     |
| 3      | 13     | 14     | 15     | 16     | 17     | 18     | 19     |
| 4      | 20     | 21     | 22     | 23     | 24     | 25     | 26     |
| 5      | 27     | 28     | 29     | 30     | 31     |        |        |
| ------ | ------ | ------ | ------ | ------ | ------ | ------ | ------ |

| Februar | Februar | Februar | Februar | Februar | Februar | Februar | Februar |
| Kw      | Mo      | Di      | Mi      | Do      | Fr      | Sa      | So      |
| 5       |         |         |         |         |         | 1       | 2       |
| 6       | 3       | 4       | 5       | 6       | 7       | 8       | 9       |
| 7       | 10      | 11      | 12      | 13      | 14      | 15      | 16      |
| 8       | 17      | 18      | 19      | 20      | 21      | 22      | 23      |
| 9       | 24      | 25      | 26      | 27      | 28      |         |         |
| ------- | ------- | ------- | ------- | ------- | ------- | ------- | ------- |

| März | März | März | März | März | März | März | März |
| Kw   | Mo   | Di   | Mi   | Do   | Fr   | Sa   | So   |
| 9    |      |      |      |      |      | 1    | 2    |
| 10   | 3    | 4    | 5    | 6    | 7    | 8    | 9    |
| 11   | 10   | 11   | 12   | 13   | 14   | 15   | 16   |
| 12   | 17   | 18   | 19   | 20   | 21   | 22   | 23   |
| 13   | 24   | 25   | 26   | 27   | 28   | 29   | 30   |
| 14   | 31   |      |      |      |      |      |      |
| ---- | ---- | ---- | ---- | ---- | ---- | ---- | ---- |

| April | April | April | April | April | April | April | April |
| Kw    | Mo    | Di    | Mi    | Do    | Fr    | Sa    | So    |
| 14    |       | 1     | 2     | 3     | 4     | 5     | 6     |
| 15    | 7     | 8     | 9     | 10    | 11    | 12    | 13    |
| 16    | 14    | 15    | 16    | 17    | 18    | 19    | 20    |
| 17    | 21    | 22    | 23    | 24    | 25    | 26    | 27    |
| 18    | 28    | 29    | 30    |       |       |       |       |
| ----- | ----- | ----- | ----- | ----- | ----- | ----- | ----- |

| Mai | Mai | Mai | Mai | Mai | Mai | Mai | Mai |
| Kw  | Mo  | Di  | Mi  | Do  | Fr  | Sa  | So  |
| 18  |     |     |     | 1   | 2   | 3   | 4   |
| 19  | 5   | 6   | 7   | 8   | 9   | 10  | 11  |
| 20  | 12  | 13  | 14  | 15  | 16  | 17  | 18  |
| 21  | 19  | 20  | 21  | 22  | 23  | 24  | 25  |
| 22  | 26  | 27  | 28  | 29  | 30  | 31  |     |
| --- | --- | --- | --- | --- | --- | --- | --- |

| Juni | Juni | Juni | Juni | Juni | Juni | Juni | Juni |
| Kw   | Mo   | Di   | Mi   | Do   | Fr   | Sa   | So   |
| 22   |      |      |      |      |      |      | 1    |
| 23   | 2    | 3    | 4    | 5    | 6    | 7    | 8    |
| 24   | 9    | 10   | 11   | 12   | 13   | 14   | 15   |
| 25   | 16   | 17   | 18   | 19   | 20   | 21   | 22   |
| 26   | 23   | 24   | 25   | 26   | 27   | 28   | 29   |
| 27   | 30   |      |      |      |      |      |      |
| ---- | ---- | ---- | ---- | ---- | ---- | ---- | ---- |

| Juli | Juli | Juli | Juli | Juli | Juli | Juli | Juli |
| Kw   | Mo   | Di   | Mi   | Do   | Fr   | Sa   | So   |
| 27   |      | 1    | 2    | 3    | 4    | 5    | 6    |
| 28   | 7    | 8    | 9    | 10   | 11   | 12   | 13   |
| 29   | 14   | 15   | 16   | 17   | 18   | 19   | 20   |
| 30   | 21   | 22   | 23   | 24   | 25   | 26   | 27   |
| 31   | 28   | 29   | 30   | 31   |      |      |      |
| ---- | ---- | ---- | ---- | ---- | ---- | ---- | ---- |

| August | August | August | August | August | August | August | August |
| Kw     | Mo     | Di     | Mi     | Do     | Fr     | Sa     | So     |
| 31     |        |        |        |        | 1      | 2      | 3      |
| 32     | 4      | 5      | 6      | 7      | 8      | 9      | 10     |
| 33     | 11     | 12     | 13     | 14     | 15     | 16     | 17     |
| 34     | 18     | 19     | 20     | 21     | 22     | 23     | 24     |
| 35     | 25     | 26     | 27     | 28     | 29     | 30     | 31     |
| ------ | ------ | ------ | ------ | ------ | ------ | ------ | ------ |

| September | September | September | September | September | September | September | September |
| Kw        | Mo        | Di        | Mi        | Do        | Fr        | Sa        | So        |
| 36        | 1         | 2         | 3         | 4         | 5         | 6         | 7         |
| 37        | 8         | 9         | 10        | 11        | 12        | 13        | 14        |
| 38        | 15        | 16        | 17        | 18        | 19        | 20        | 21        |
| 39        | 22        | 23        | 24        | 25        | 26        | 27        | 28        |
| 40        | 29        | 30        |           |           |           |           |           |
| --------- | --------- | --------- | --------- | --------- | --------- | --------- | --------- |

| Oktober | Oktober | Oktober | Oktober | Oktober | Oktober | Oktober | Oktober |
| Kw      | Mo      | Di      | Mi      | Do      | Fr      | Sa      | So      |
| 40      |         |         | 1       | 2       | 3       | 4       | 5       |
| 41      | 6       | 7       | 8       | 9       | 10      | 11      | 12      |
| 42      | 13      | 14      | 15      | 16      | 17      | 18      | 19      |
| 43      | 20      | 21      | 22      | 23      | 24      | 25      | 26      |
| 44      | 27      | 28      | 29      | 30      | 31      |         |         |
| ------- | ------- | ------- | ------- | ------- | ------- | ------- | ------- |

| November | November | November | November | November | November | November | November |
| Kw       | Mo       | Di       | Mi       | Do       | Fr       | Sa       | So       |
| 44       |          |          |          |          |          | 1        | 2        |
| 45       | 3        | 4        | 5        | 6        | 7        | 8        | 9        |
| 46       | 10       | 11       | 12       | 13       | 14       | 15       | 16       |
| 47       | 17       | 18       | 19       | 20       | 21       | 22       | 23       |
| 48       | 24       | 25       | 26       | 27       | 28       | 29       | 30       |
| -------- | -------- | -------- | -------- | -------- | -------- | -------- | -------- |

| Dezember | Dezember | Dezember | Dezember | Dezember | Dezember | Dezember | Dezember |
| Kw       | Mo       | Di       | Mi       | Do       | Fr       | Sa       | So       |
| 49       | 1        | 2        | 3        | 4        | 5        | 6        | 7        |
| 50       | 8        | 9        | 10       | 11       | 12       | 13       | 14       |
| 51       | 15       | 16       | 17       | 18       | 19       | 20       | 21       |
| 52       | 22       | 23       | 24       | 25       | 26       | 27       | 28       |
| 1        | 29       | 30       | 31       |          |          |          |          |
| -------- | -------- | -------- | -------- | -------- | -------- | -------- | -------- |

| Januar | Januar | Januar | Januar | Januar | Januar | Januar | Januar |
| Kw     | Mo     | Di     | Mi     | Do     | Fr     | Sa     | So     |
| 1      |        |        | 1      | 2      | 3      | 4      | 5      |
| 2      | 6      | 7      | 8      | 9      | 10     | 11     | 12     |
| 3      | 13     | 14     | 15     | 16     | 17     | 18     | 19     |
| 4      | 20     | 21     | 22     | 23     | 24     | 25     | 26     |
| 5      | 27     | 28     | 29     | 30     | 31     |        |        |
| ------ | ------ | ------ | ------ | ------ | ------ | ------ | ------ |

| Februar | Februar | Februar | Februar | Februar | Februar | Februar | Februar |
| Kw      | Mo      | Di      | Mi      | Do      | Fr      | Sa      | So      |
| 5       |         |         |         |         |         | 1       | 2       |
| 6       | 3       | 4       | 5       | 6       | 7       | 8       | 9       |
| 7       | 10      | 11      | 12      | 13      | 14      | 15      | 16      |
| 8       | 17      | 18      | 19      | 20      | 21      | 22      | 23      |
| 9       | 24      | 25      | 26      | 27      | 28      |         |         |
| ------- | ------- | ------- | ------- | ------- | ------- | ------- | ------- |

| März | März | März | März | März | März | März | März |
| Kw   | Mo   | Di   | Mi   | Do   | Fr   | Sa   | So   |
| 9    |      |      |      |      |      | 1    | 2    |
| 10   | 3    | 4    | 5    | 6    | 7    | 8    | 9    |
| 11   | 10   | 11   | 12   | 13   | 14   | 15   | 16   |
| 12   | 17   | 18   | 19   | 20   | 21   | 22   | 23   |
| 13   | 24   | 25   | 26   | 27   | 28   | 29   | 30   |
| 14   | 31   |      |      |      |      |      |      |
| ---- | ---- | ---- | ---- | ---- | ---- | ---- | ---- |

| April | April | April | April | April | April | April | April |
| Kw    | Mo    | Di    | Mi    | Do    | Fr    | Sa    | So    |
| 14    |       | 1     | 2     | 3     | 4     | 5     | 6     |
| 15    | 7     | 8     | 9     | 10    | 11    | 12    | 13    |
| 16    | 14    | 15    | 16    | 17    | 18    | 19    | 20    |
| 17    | 21    | 22    | 23    | 24    | 25    | 26    | 27    |
| 18    | 28    | 29    | 30    |       |       |       |       |
| ----- | ----- | ----- | ----- | ----- | ----- | ----- | ----- |

| Mai | Mai | Mai | Mai | Mai | Mai | Mai | Mai |
| Kw  | Mo  | Di  | Mi  | Do  | Fr  | Sa  | So  |
| 18  |     |     |     | 1   | 2   | 3   | 4   |
| 19  | 5   | 6   | 7   | 8   | 9   | 10  | 11  |
| 20  | 12  | 13  | 14  | 15  | 16  | 17  | 18  |
| 21  | 19  | 20  | 21  | 22  | 23  | 24  | 25  |
| 22  | 26  | 27  | 28  | 29  | 30  | 31  |     |
| --- | --- | --- | --- | --- | --- | --- | --- |

| Juni | Juni | Juni | Juni | Juni | Juni | Juni | Juni |
| Kw   | Mo   | Di   | Mi   | Do   | Fr   | Sa   | So   |
| 22   |      |      |      |      |      |      | 1    |
| 23   | 2    | 3    | 4    | 5    | 6    | 7    | 8    |
| 24   | 9    | 10   | 11   | 12   | 13   | 14   | 15   |
| 25   | 16   | 17   | 18   | 19   | 20   | 21   | 22   |
| 26   | 23   | 24   | 25   | 26   | 27   | 28   | 29   |
| 27   | 30   |      |      |      |      |      |      |
| ---- | ---- | ---- | ---- | ---- | ---- | ---- | ---- |

| Juli | Juli | Juli | Juli | Juli | Juli | Juli | Juli |
| Kw   | Mo   | Di   | Mi   | Do   | Fr   | Sa   | So   |
| 27   |      | 1    | 2    | 3    | 4    | 5    | 6    |
| 28   | 7    | 8    | 9    | 10   | 11   | 12   | 13   |
| 29   | 14   | 15   | 16   | 17   | 18   | 19   | 20   |
| 30   | 21   | 22   | 23   | 24   | 25   | 26   | 27   |
| 31   | 28   | 29   | 30   | 31   |      |      |      |
| ---- | ---- | ---- | ---- | ---- | ---- | ---- | ---- |

| August | August | August | August | August | August | August | August |
| Kw     | Mo     | Di     | Mi     | Do     | Fr     | Sa     | So     |
| 31     |        |        |        |        | 1      | 2      | 3      |
| 32     | 4      | 5      | 6      | 7      | 8      | 9      | 10     |
| 33     | 11     | 12     | 13     | 14     | 15     | 16     | 17     |
| 34     | 18     | 19     | 20     | 21     | 22     | 23     | 24     |
| 35     | 25     | 26     | 27     | 28     | 29     | 30     | 31     |
| ------ | ------ | ------ | ------ | ------ | ------ | ------ | ------ |

| September | September | September | September | September | September | September | September |
| Kw        | Mo        | Di        | Mi        | Do        | Fr        | Sa        | So        |
| 36        | 1         | 2         | 3         | 4         | 5         | 6         | 7         |
| 37        | 8         | 9         | 10        | 11        | 12        | 13        | 14        |
| 38        | 15        | 16        | 17        | 18        | 19        | 20        | 21        |
| 39        | 22        | 23        | 24        | 25        | 26        | 27        | 28        |
| 40        | 29        | 30        |           |           |           |           |           |
| --------- | --------- | --------- | --------- | --------- | --------- | --------- | --------- |

| Oktober | Oktober | Oktober | Oktober | Oktober | Oktober | Oktober | Oktober |
| Kw      | Mo      | Di      | Mi      | Do      | Fr      | Sa      | So      |
| 40      |         |         | 1       | 2       | 3       | 4       | 5       |
| 41      | 6       | 7       | 8       | 9       | 10      | 11      | 12      |
| 42      | 13      | 14      | 15      | 16      | 17      | 18      | 19      |
| 43      | 20      | 21      | 22      | 23      | 24      | 25      | 26      |
| 44      | 27      | 28      | 29      | 30      | 31      |         |         |
| ------- | ------- | ------- | ------- | ------- | ------- | ------- | ------- |

| November | November | November | November | November | November | November | November |
| Kw       | Mo       | Di       | Mi       | Do       | Fr       | Sa       | So       |
| 44       |          |          |          |          |          | 1        | 2        |
| 45       | 3        | 4        | 5        | 6        | 7        | 8        | 9        |
| 46       | 10       | 11       | 12       | 13       | 14       | 15       | 16       |
| 47       | 17       | 18       | 19       | 20       | 21       | 22       | 23       |
| 48       | 24       | 25       | 26       | 27       | 28       | 29       | 30       |
| -------- | -------- | -------- | -------- | -------- | -------- | -------- | -------- |

| Dezember | Dezember | Dezember | Dezember | Dezember | Dezember | Dezember | Dezember |
| Kw       | Mo       | Di       | Mi       | Do       | Fr       | Sa       | So       |
| 49       | 1        | 2        | 3        | 4        | 5        | 6        | 7        |
| 50       | 8        | 9        | 10       | 11       | 12       | 13       | 14       |
| 51       | 15       | 16       | 17       | 18       | 19       | 20       | 21       |
| 52       | 22       | 23       | 24       | 25       | 26       | 27       | 28       |
| 1        | 29       | 30       | 31       |          |          |          |          |
| -------- | -------- | -------- | -------- | -------- | -------- | -------- | -------- |

## Ereignisse

### Politik und Weltgeschehen

#### Estland
- 23. April: Bäuerliche Esten beginnen in der nördlichen Provinz Harju in Estland den Aufstand in der Georgsnacht. Er richtet sich gegen die deutschen und dänischen Herren des Landes. Nach Berichten von Bartholomäus Hoeneke sagen sich die Aufständischen vom Christentum los und töten alle Deutschen und Dänen, derer sie habhaft werden können. Angeblich fallen dem Aufstand 1.800 Menschen zum Opfer. Die Aufständischen erobern das Zisterzienser-Kloster in Padise und töten dort 28 Mönche. Gleichzeitig beginnen sie mit der Belagerung von Tallinn, der bedeutendsten dänischen Festung in Nordestland. Sie hoffen auf Unterstützung des Königs von Schweden, dem sie Tallinn im Falle einer erfolgreichen Allianz versprechen. Weitere Hilfeersuchen gehen an die Vögte von Turku und Wyborg auf der anderen Seite des Finnischen Meerbusens.
- 25. April: Im westestnischen Läänemaa brechen weitere Volksaufstände aus. Unter anderem wird die Bischofsburg von Haapsalu von den Aufständischen belagert.

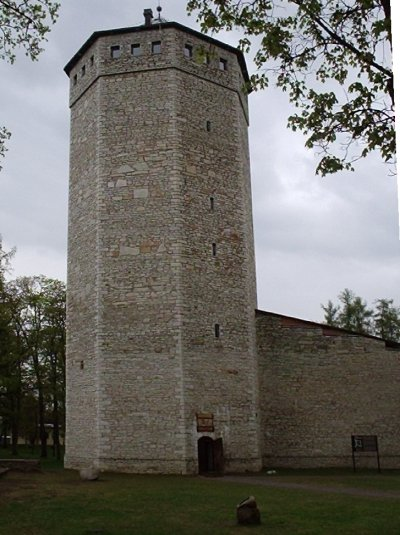
Turm der Burg von Paide

- 4. Mai: Zwischen den Aufständischen und dem Schwertbrüderorden beginnen in der Burg von Paide Verhandlungen über die Neugestaltung von Estland. Während der Verhandlung lässt der Ordensmeister Burchard von Dreileben allerdings die vier Anführer der Aufständischen durch das Schwert hinrichten.
- 11./14. Mai: Die Esten unterliegen in den Schlachten von Kimmole und Kanavere gegen die Truppen des Schwertbrüderordens. Alle Anführer der Esten werden getötet. Zu spät trifft am 18. Mai ein schwedisch-finnisches Unterstützungskommando unter Dan Nilsson, dem Vogt von Turku, bei Tallinn ein, um den Esten zu Hilfe zu kommen. Nach Verhandlungen mit dem Schwertbrüderorden ziehen die schwedisch-finnischen Truppen kampflos ab. Der Aufstand ist damit auf dem estnischen Festland niedergeschlagen. Alle wichtigen, bis dahin dänischen Städte in Estland fallen als Folge des Aufstands in die Hand des militärisch und politisch gestärkten Schwertbrüderordens.
- 24. Juli: Auf der zum Dominium des Schwertbrüderordens gehörenden Insel Saaremaa bricht ein neuerlicher Aufstand aus. Die Kirchenfestung Pöide wird von den estnischen Aufständischen eingenommen. Deutschstämmige Siedler und ausländische Kaufleute auf der Insel werden getötet oder vertrieben.

#### Polen/Deutschordensstaat
- 8. Juli: Der Vertrag von Kalisch beendet die Streitigkeiten zwischen Polens König Kasimir III. und dem Deutschordensstaat über Gebietsansprüche. Pommerellen, das Kulmer Land und das Michelauer Land werden als Ordensbesitz anerkannt. Polen bekommt dafür Kujawien und das Land von Dobrin zurück.

#### Heiliges Römisches Reich/Italien
- 20. Januar: Johanna I. aus dem Haus Anjou wird nach dem Tod ihres Großvaters Robert des Weisen Königin von Neapel. Ihr Cousin Karl von Durazzo heiratet im gleichen Jahr ihre jüngere Schwester Maria.
- 25. Juli: Die tatsächlichen Ereignisse in der mehrfach dokumentierten Luzerner Mordnacht im Konflikt zwischen Luzern und dem Haus Habsburg sind unbekannt.
- 26. Juli: In Florenz bricht ein Bürger-Aufstand gegen den die Stadt diktatorisch regierenden Herzog von Athen, Walter VI. von Brienne, aus. Die Bürger verlangen die Abdankung und belagern seinen Palast.
- Papst Clemens VI. leitet ein Verfahren gegen Ludwig den Bayern ein. Anklagepunkt: Begünstigung der Ketzerei
- Die deutschen Kurfürsten wollen Ludwig den Bayern absetzen und fassen dessen Nachfolger Karl IV. ins Auge. (Dieser soll einen der Kurfürsten für seine Stimmenthaltung bezahlt haben.)

#### Byzantinisches Reich
- Byzantinischer Bürgerkrieg (1341–1347)

#### Urkundliche Ersterwähnungen
- Mühlethurnen, Nufenen und Riemenstalden werden erstmals urkundlich erwähnt.

### Wirtschaft

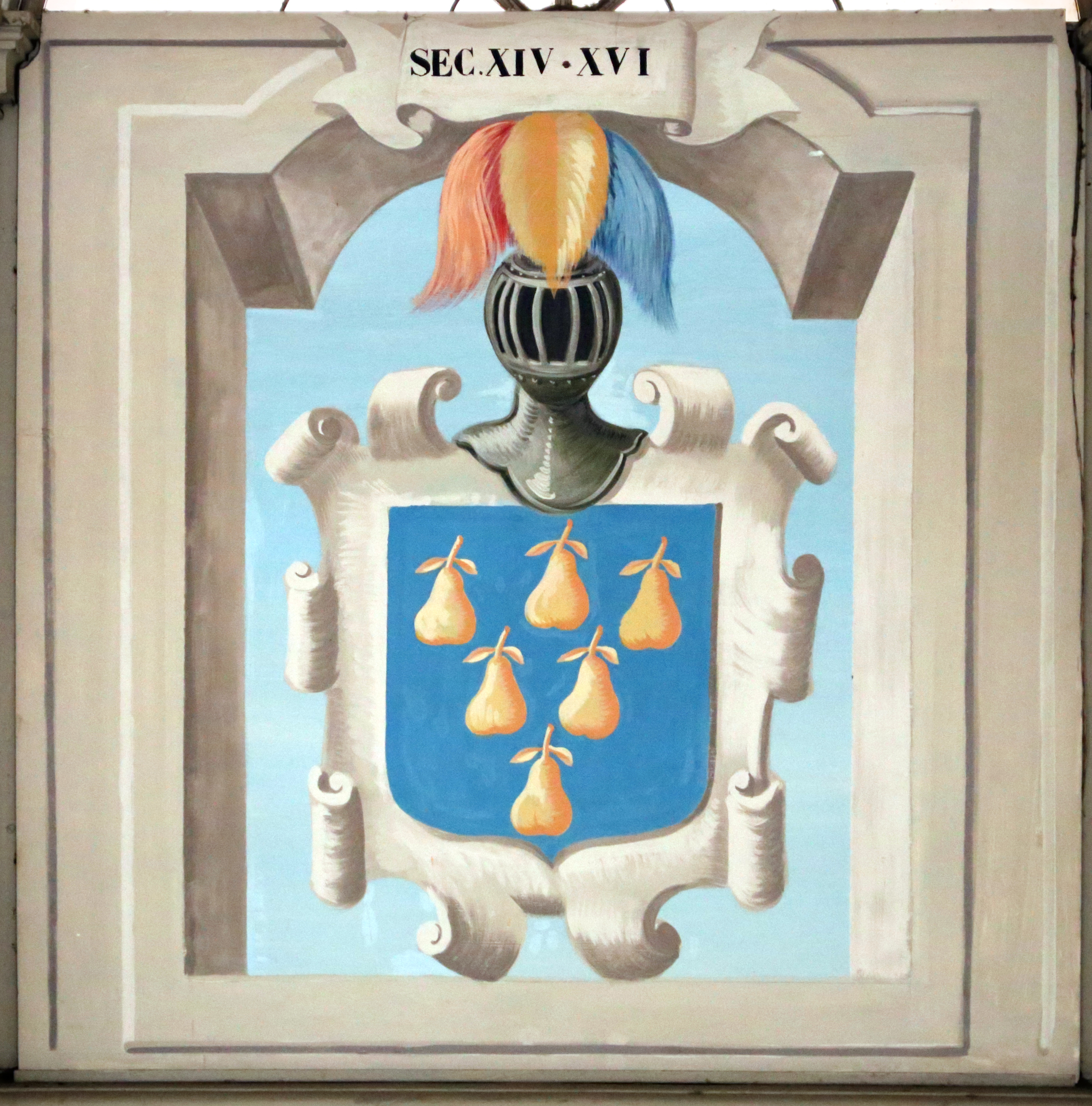
Familienwappen im Peruzzi-Palast

- Das in Florenz ansässige Bankhaus Peruzzi geht bankrott. Es hat englische Kriegsanleihen für den Hundertjährigen Krieg gegen Frankreich finanziert, doch sind die Zahlungen aus England ausgeblieben.

### Wissenschaft und Technik
- 3. September: Die Universität Pisa wird durch Papst Clemens VI. mit der Bulle In supremae dignitatis als  Studium Generale gegründet. Gelehrt werden Theologie, weltliches und kanonisches Recht sowie Medizin.

### Kultur
- Der Dominikaner Berthold von Moosburg ist als Lesemeister in Köln urkundlich bezeugt.
- Giovanni Boccaccio schreibt den psychologischen Versroman Fiammetta.

### Religion und Gesellschaft

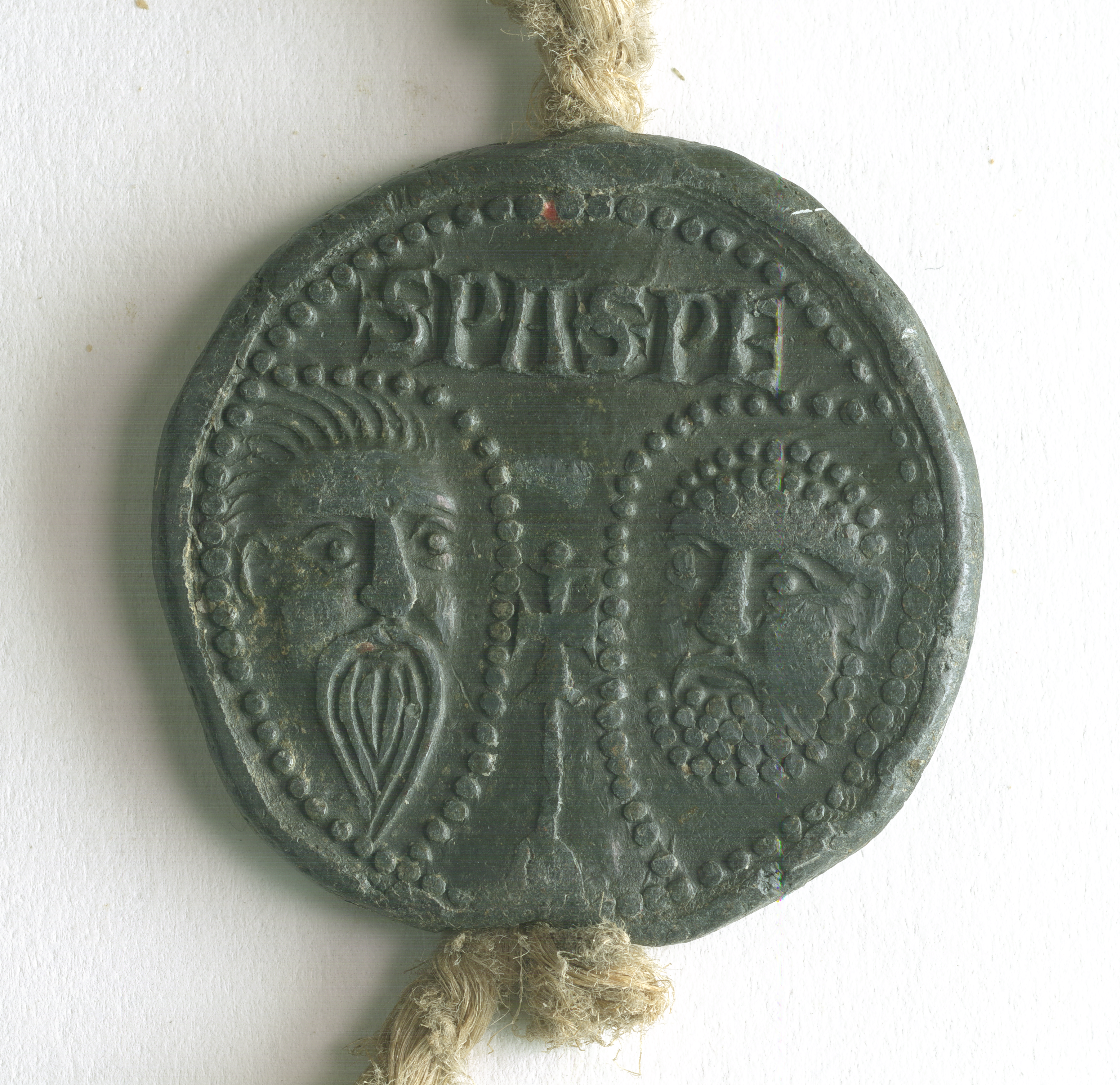
Papstsiegel Clemens VI.

- 27. Januar: Mit der Bulle Unigenitus Dei filius verkürzt Papst Clemens VI. die Zeit für die Wiederkehr eines Heiligen Jahres mit der Gewinnung eines vollkommenen Ablasses von 100 auf 50 Jahre. Die Bulle ist entscheidend für die Entwicklung des Ablasswesens.
- 28. März: Auf einem romanischen Vorgängerbau beginnt die Errichtung der gotischen Marienkirche in Danzig.
- 30. September: Papst Clemens VI. ruft mit der Bulle Insurgentibus contra fidem zum Kreuzzug gegen die Türken in Kleinasien auf.
- Der Frankfurter Patrizier und Kantor des St.-Bartholomäus-Stiftes Wicker Frosch erhält ein Grundstück zugewiesen, um darauf ein Spital für Sieche und arme Leute zu errichten. Das Grundstück liegt vor dem Bockenheimer Tor an der Staufenmauer, die damals noch die Altstadt von der wenige Jahre zuvor angelegten Neustadt trennt. Über die Jahre entsteht hier ein Kloster und die spätere Katharinenkirche.

### Katastrophen
- 25. November: Ein durch einen Erdrutsch am Vulkan Stromboli ausgelöster Tsunami verwüstet Amalfi und andere Küstenorte am Tyrrhenischen Meer.

## Geboren

### Geburtsdatum gesichert
- 19. Dezember: Wilhelm I., Markgraf von Meißen († 1407)

### Genaues Geburtsdatum unbekannt
- Chōkei, Kaiser von Japan († 1394)
- Weiprecht I. von Helmstatt, pfälzischer Rat und Vogt im Oberamt Bretten († 1408)
- Jovan Dragaš, serbischer Magnat in Makedonien († 1378)
- Keo Phim Fa, Königin von Lan Chang († 1438)
- Michele di Lando, italienischer Tucharbeiter und Besitzer einer Tuchwerkstatt († 1401)
- Johannes Marienwerder, deutscher Theologe († 1417)
- Thomas Percy, englischer Adeliger, Militär und Diplomat († 1403)
- Giovanni Conversini da Ravenna, italienischer Frühhumanist († 1408)
- Rudolf III., Markgraf von Hachberg-Sausenberg († 1428)

### Geboren um 1343
- Geoffrey Chaucer, englischer Schriftsteller und Dichter, Verfasser der Canterbury Tales († 1400)
- Hans II. Pirckheimer, Nürnberger Patrizier und Ratsherr († 1400)
- Alexander Stuart, schottischer Adeliger, bekannt unter dem Namen: Wolf von Badenoch († 1394)

## Gestorben

### Todesdatum gesichert
- 5. Januar: Johann IV. von Dražice, Bischof von Prag (* um 1250)

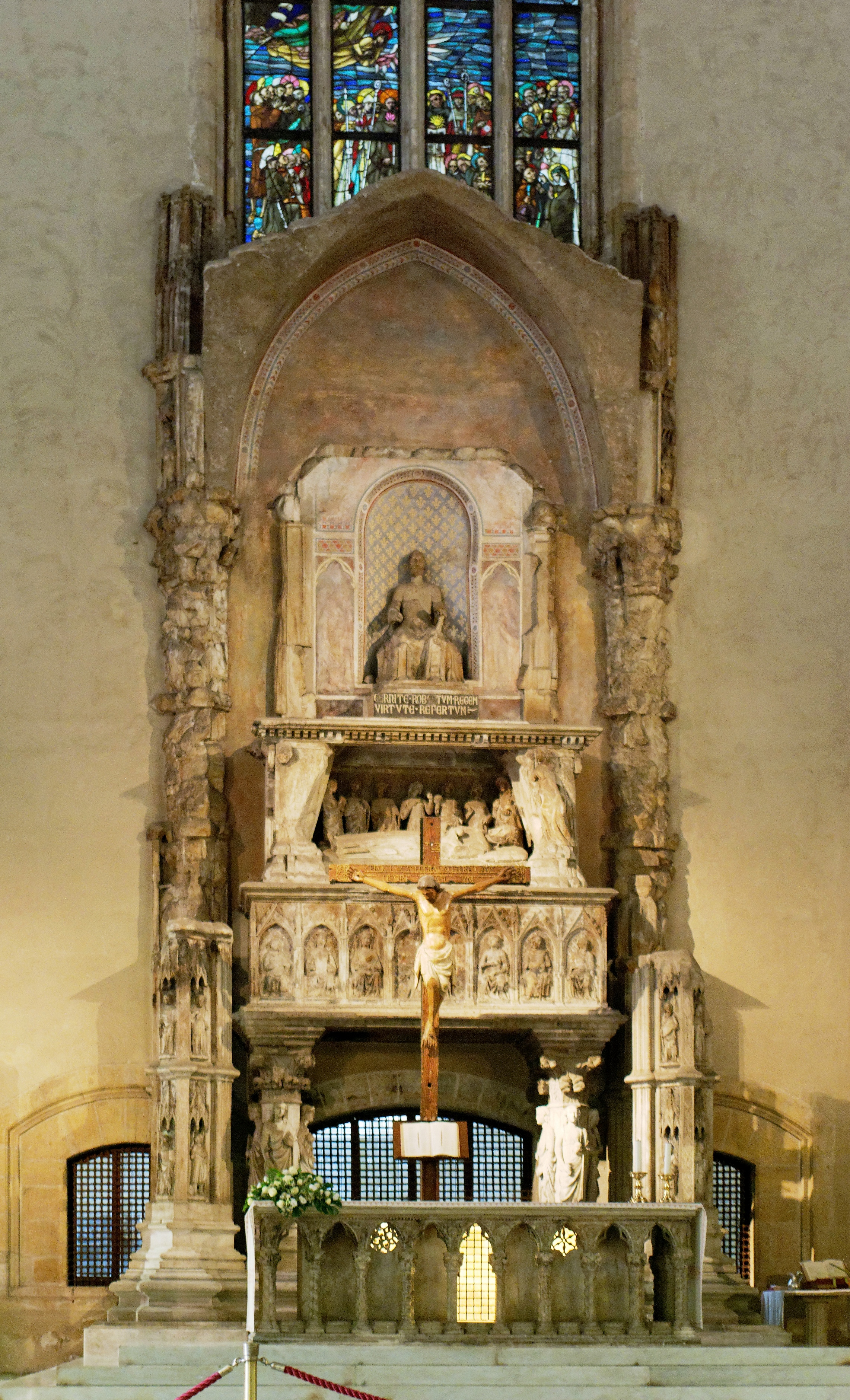
Grabmal Robert von Anjou, Santa Chiara, Neapel

- 20. Januar: Robert von Anjou, König von Neapel (* 1278)
- 3. Februar: William de Ros, englischer Adeliger
- 10. April: Philipp V. von Falkenstein, deutscher Adeliger
- 12. Mai: Kuno von Falkenstein, deutscher Adliger
- 25. Mai: Gottfried von Padberg, Abt des Klosters Grafschaft
- 29. Mai: Francesco I. Manfredi, italienischer Adeliger (* um 1260)
- 24. Juni: Aymon, Graf von Savoyen (* 1273)
- 27. Juni: Leopold II. von Egloffstein, Fürstbischof von Bamberg
- 29. Juli: Heinrich von Pirnbrunn, Erzbischof von Salzburg
- 14. September: Elisabeth von Virneburg, Herzogin von Österreich (* um 1303)
- 15. September: Henry Ferrers, englischer Adeliger (* um 1303)
- 16. September: Philipp III., König von Navarra (* 1301)
- 26. September: Gaston II., Graf von Foix (* 1308)
- 12. Oktober: Rainald II., Herzog von Geldern (* um 1295)
- 6. Dezember: Friedrich von Eickstedt, Bischof von Cammin
- 18./19. Dezember: Antony Bek, Bischof von Norwich (* 1279)

### Genaues Todesdatum unbekannt
- Mai/Juni: Anthony Lucy, englischer Adeliger und Militär (* um 1283)
- Sommer: Heinrich III., Graf von Nassau-Siegen (* um 1270)
- Altinbugha al-Maridani, hoher Würdenträger im mamelukischen Ägypten und in Syrien
- Anselm, Herr von Joinville (* 1265)
- Heinrich II, Herzog von Schweidnitz
- Khun Phi Fa, thailändischer König
- Takeda Masayoshi, japanischer Würdenträger
- Walter Chatton, englischer Philosoph und Theologe (* 1285 oder 1290)